# New Belgium Brewing Company
New Belgium Brewing Company est une brasserie fondée en 1991 à Fort Collins (Colorado, États-Unis).

## Histoire
La New Belgium Brewing a été fondée en 1991 par Kim Jordan et Jeff Lebesch.
En 1999 elle devint la première brasserie américaine à énergie éolienne.
Avant 2002 elle n'était présent que dans 16 États ; en 2015, elle devint le quatrième plus grand brasseur artisanal du Colorado et le huitième des États-Unis.
En 2018 elle devint une brasserie internationale, présente au Canada, en Australie, au Japon, en Corée du Sud, en Suède et en Norvège.
En 2019 elle fut rachetée rachetée par Lion Nathan,

## Business
New Belgium est connue pour sa culture d'entreprise décalée ; l'entreprise emploie huit "forains", qui participent aux événements de collecte de fonds de la brasserie, aux côtés de chimistes, de microbiologistes, d'électriciens, d'opérateurs de chariots élévateurs et d'ingénieurs. L'entreprise a un faible taux de roulement annuel du personnel (3 %) et un dixième des employés de la brasserie a droit à des congés prolongés au cours d'une année donnée. Les employés qui deviennent copropriétaires de l'entreprise sont reconnus lors d'une cérémonie annuelle d'intronisation à la propriété et reçoivent un cruiser rappelant le symbole de l'entreprise. L'entreprise fut nommée l'une des "25 entreprises les plus audacieuses" par le magazine Inc.
Esquire a sélectionné la Fat Tire Amber Ale comme l'une des « Best Canned Beers to Drink Nowm » dans un article de février 2012.
En mai 2014, New Belgium a commencé à travailler sur une deuxième brasserie à Asheville (Caroline du Nord), devenue pleinement opérationnelle en mai 2016. La brasserie est située le long de la French Broad sur Craven Street dans le River Arts District d'Asheville.[16] La brasserie mesure 12 400 m2 à la capacité de produire jusqu'à un demi-million de barils de bière.

### Torched Earth Ale
Afin d'illustrer l'appauvrissement du goût de la bière lié au réchauffement climatique, l'entreprise a récemment créé une bière Torched Earth Ale à base de pissenlit, de malts fumés et de céréales résistantes à la sécheresse comme le millet et le sarrasin,,, qui pourraient à court-moyen terme devenir l'un des seuls ingrédients viables, remplaçant l'orge, malts et houblons traditionnels, fortement ameunuis par la chaleur et la sécheresse.